# Hoàng Liệt
Hoàng Liệt là một phường thuộc thành phố Hà Nội, Việt Nam.

## Lịch sử

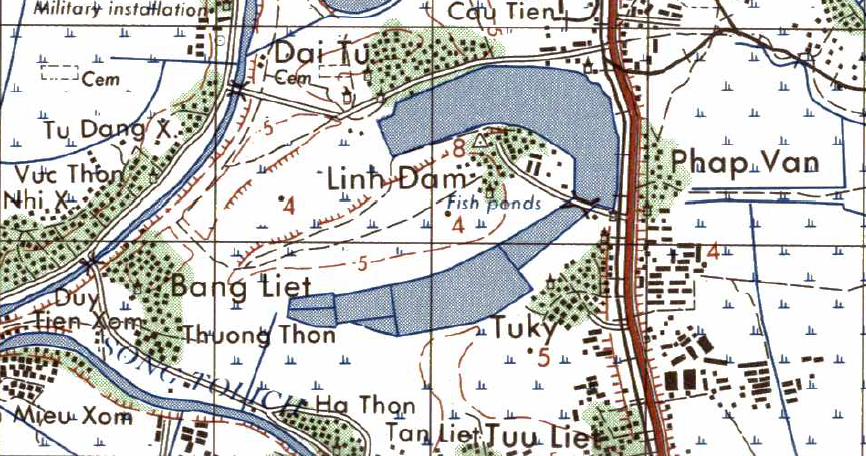
Bản đồ khu vực Linh Đàm năm 1984, nay thuộc phường Hoàng Liệt

Ngày 2 tháng 4 năm 1955, Ủy ban Hành chính Liên khu 3 ban hành Quyết nghị số 142-NGQ-CB/QT, sáp nhập 24 thôn thuộc quận Văn Điển cũ (gồm 2 huyện Thanh Trì và Thanh Oai) thành 9 xã, trong đó xã Hoàng Liệt gồm 4 thôn: Bằng Liệt (nay là Bằng A, Bằng B), Linh Đàm, Pháp Vân, Tứ Kỳ. Tổng dân số toàn xã Hoàng Liệt thời điểm này khoảng gần 2.000 nhân khẩu. Khi đó, quận Văn Điển thuộc tỉnh Hà Đông, sau đó là Hà Tây và từ tháng 4 năm 1961 được chuyển về thuộc Hà Nội. Xã Hoàng Liệt thuộc huyện Thanh Trì.
Ngày 6 tháng 11 năm 2003, Chính phủ ban hành Nghị định số 132/2003/NĐ-CP. Theo đó:
- Chuyển xã Hoàng Liệt về quận Hoàng Mai mới thành lập;
- Sáp nhập một phần diện tích tự nhiên của xã Tứ Hiệp vào xã Hoàng Liệt để thành lập phường Hoàng Liệt.

Phường Hoàng Liệt có 485,05 ha diện tích tự nhiên và dân số 10.866 người.
Tính đến ngày 31/12/2024, phường Hoàng Liệt có diện tích 4,84 km² và quy mô dân số là 73.915 người.
Ngày 16 tháng 6 năm 2025, Quốc hội ban hành Nghị quyết số 203/2025/QH15. Theo đó, từ ngày 1 tháng 7 năm 2025, giải thể quận Hoàng Mai, phường Hoàng Liệt trực thuộc thành phố Hà Nội.
Ngày 16 tháng 6 năm 2025, Ủy ban thường vụ Quốc hội ban hành Nghị quyết số 1656/NQ-UBTVQH15. Theo đó:
- Chuyển một phần diện tích, dân số của phường Hoàng Liệt về phường Hoàng Mai mới thành lập;
- Sáp nhập một phần diện tích, dân số của phường Hoàng Liệt vào phường Định Công và phường Yên Sở;
- Sáp nhập một phần diện tích, dân số của thị trấn Văn Điển, xã Tam Hiệp, xã Thanh Liệt (cùng thuộc huyện Thanh Trì cũ) và một phần diện tích phường Đại Kim (thuộc quận Hoàng Mai cũ) vừa giải thể vào phần còn lại của phường Hoàng Liệt.

Sau khi điều chỉnh địa giới hành chính, phường Hoàng Liệt có 4,04 km² diện tích tự nhiên và dân số 55.820 người.

## Địa lý
Phường Hoàng Liệt nằm ở cửa ngõ phía nam khu vực nội thành Hà Nội, có vị trí địa lý:
- Phía Đông tiếp giáp phường Hoàng Mai, Yên Sở (ranh giới đi theo đường Ngọc Hồi)
- Phía Tây tiếp giáp phường Thanh Liệt (ranh giới đi theo đường quốc lộ 21C - đường Quang Liệt - đường Thanh Liệt - ngõ 908 đường Kim Giang)
- Phía Nam tiếp giáp phường Thanh Liệt, xã Đại Thanh (ranh giới đi theo sông Tô Lịch)
- Phía Bắc tiếp giáp phường Định Công (ranh giới đi theo đường Giải Phóng - đường Nguyễn Hữu Thọ - đường Vành Đai 3)

Trên địa bàn phường có Nhà máy nước Pháp Vân, Bến xe Nước Ngầm. Sông Tô Lịch chảy đến Hoàng Liệt thì nhận thêm nước của sông Sét đổ vào, rồi chảy qua cống điều tiết Thanh Liệt. Phần lớn hồ Linh Đàm nằm ở phường Hoàng Liệt.

## Hành chính
Trụ sở phường đặt tại số 5 đường Linh Đường.

## Kinh tế
Hoàng Liệt đã chuyển dịch cơ cấu kinh tế sang phi nông nghiệp, chủ yếu phát triển dịch vụ, thương mại và tiểu thủ công nghiệp. Các làng nghề, đất nông nghiệp truyền thống dần chuyển thành các khu đô thị mới, tòa nhà cao tầng và trung tâm thương mại. Khu vực giáp ranh Thanh Trì và một số khu vực mới có các cơ sở sản xuất nhỏ, kho bãi logistics.
Ngành thương mại - dịch vụ là ngành chủ đạo, chiếm tỷ trọng cao trong cơ cấu kinh tế của phường, tập trung phát triển tại các khu đô thị lớn như bán đảo Linh Đàm, Bắc Linh Đàm, Pháp Vân Tứ Hiệp, HH, Tây Nam Linh Đàm.
Lĩnh vực nông nghiệp tập trung tại khu vực Tam Hiệp theo hướng chuyển đổi cơ cấu cây trồng, giảm dần diện tích lúa, tăng diện tích trồng cây ăn quả, cây cảnh và rau màu.

## Xã hội

### Giáo dục
Hoàng Liệt được xem là "vùng quê khoa bảng", “nơi tụ khí anh hóa” theo cách nói của nhà sử học Phan Huy Chú.
Các trường học tại phường có Tiểu học Chu Văn An, Tiểu học Hoàng Liệt, Tiểu học Linh Đàm, THCS Hoàng Liệt và THPT Việt Nam - Ba Lan.

### Y tế
Các bệnh viện tại phường bao gồm Bệnh viện Thăng Long, Bệnh viện K Tam Hiệp, Bệnh viện Đại học Y Dược - Cơ sở Linh Đàm với quy mô 500 giường, bên cạnh các phòng khám và cơ sở y tế tư nhân khác.

## Văn hóa
Di tích lịch sử văn hóa cấp Quốc gia tọa lạc tại phường có miếu Gàn, đình Linh Đàm (1996), chùa Liên Đàm (1995), chùa Tứ Kỳ (1995) và nhiều di tích lịch sử văn hóa khác như đình, chùa Bằng Liệt, Pháp Vân, chùa Liên, chùa Từ.